# Міжнародний фестиваль коміксів в Ангулемі
45°38′56″ пн. ш. 0°09′21″ сх. д. / 45.648759° пн. ш. 0.155946° сх. д.

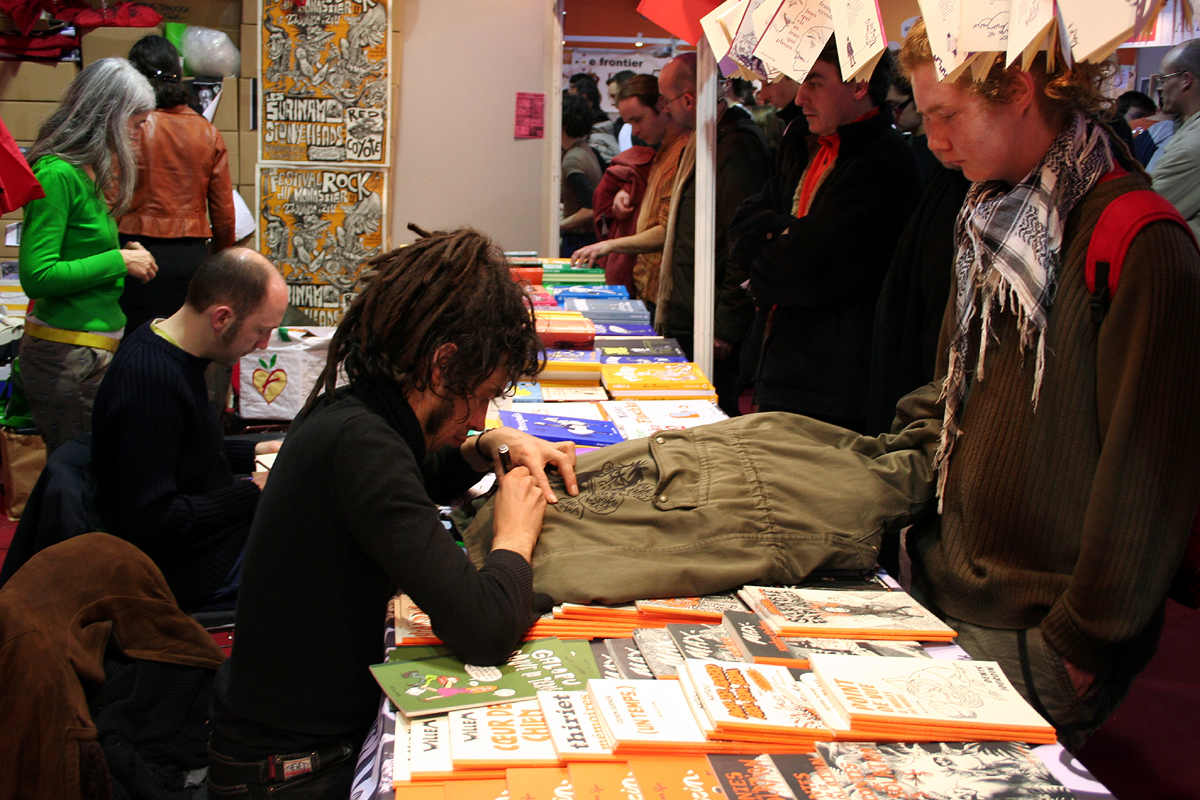
На фестивалі в 2007 році

Міжнародний фестиваль коміксів в Ангулемі (фр. Festival International de la Bande Dessinée d'Angoulême) — найбільший європейський фестиваль графічної прози (коміксів). З 1974 року проводиться у Франції, в місті Ангулем . Триває чотири дні, в ході яких вручається декілька престижних премій авторам коміксів: Prix du meilleur album, Les Essentiels d'Angoulême, Grand Prix de la ville d'Angoulême та ін. Спочатку премії називалися Alfred на честь пінгвіна з Zig et Puce Алена Сен-Огана. У 1989 році назва була змінена на Alph-art на честь Tintin et l'alph-art, останнього випуску Tintin . З 2003 року премії просто називаються «Офіційні премії міжнародного фестивалю коміксів» (фр. le Palmarès Officiel du Festival international de la bande dessinée).